# Fuencisla Clemares Sempere
Fuencisla Clemares Sempere   (Madrid, 1974) és una directiva madrilenya, directora general de Google a Espanya i Portugal des de 2016.
Va estudiar Empresarials a la Universitat de Navarra i MBA a l'IESE a Barcelona. El 2000, va començar a treballar en la consultora McKinsey. El 2009, després d'haver treballat dos anys en Carrefour com a directora de compres i al capdavant de la divisió de Casa i Llar, va entrar a treballar en Google Espanya com a directora de retail i béns de consum. Al novembre de 2016, va ser nomenada directora general de Google a Espanya i Portugal. El 2017, va ser guardonada per la ‘Federació Espanyola de Dones Directives, Executives, Professionals i Empresàries' en la categoria Lideratge Dona Directiva.